# Begova čorba
Begova čorba je jed bosanske kuhinje iz kokoši in zelenjave. Ime je dobila, ker naj bi jo pripravljali begu pred obiskom harema, saj velja ena od njenih sestavin, bamija, za afrodiziak.
Begova čorba je tradicionalna svečana jed, ki se jo danes postreže kot toplo predjed (v smislu klasične juhe z zelenjavo in perutnino). Poseben pomen predstavlja tudi ob praznovanju muslimanskih praznikov (ramadan in bajram) v Bosanski Krajini. 